# 킨기세프

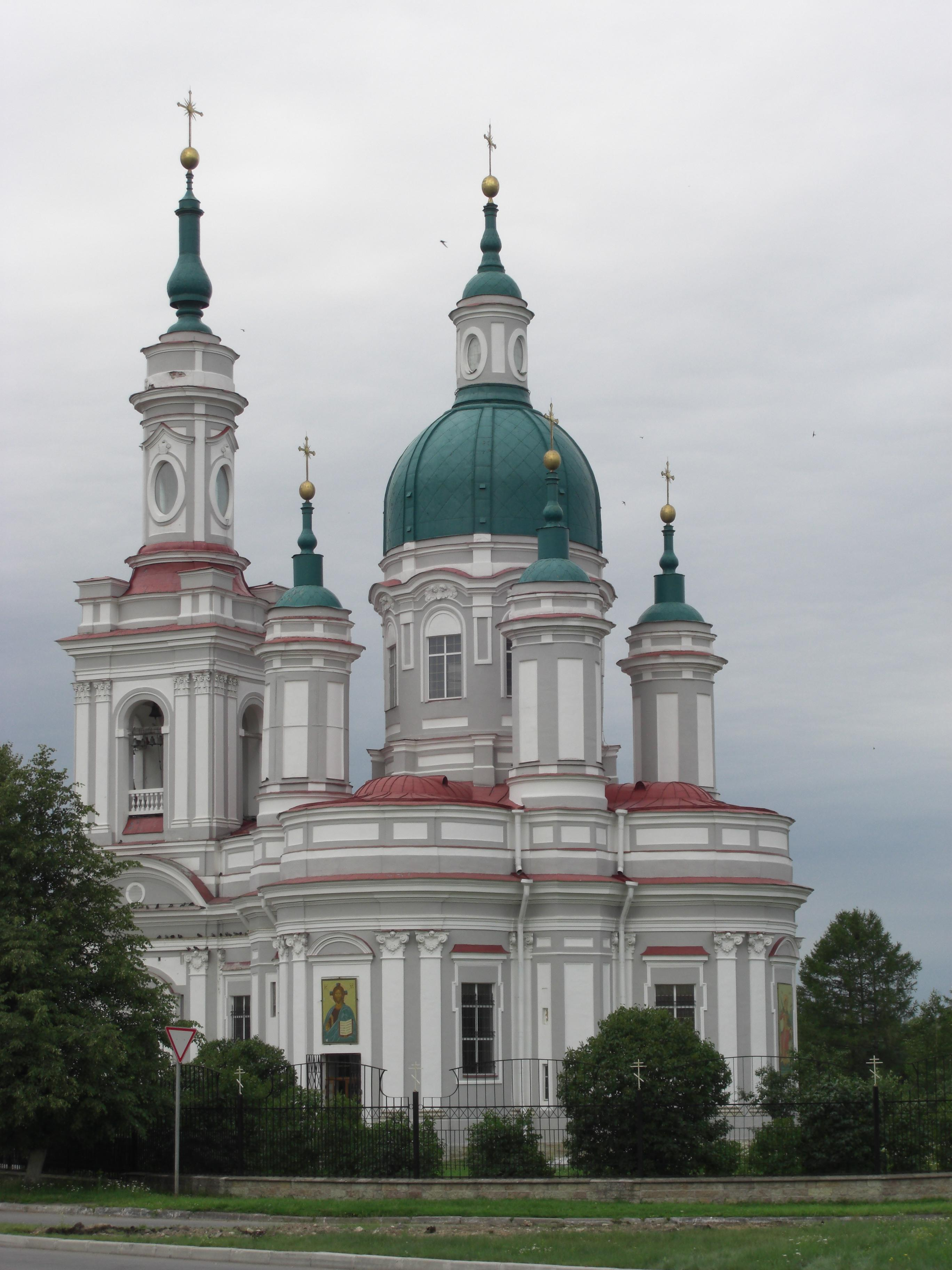

킨기세프(러시아어: Кингис́епп)는 예전엔 얌부르크(Ямбург) 또는 야마라고 불렸으며 레닌그라드주에 있는 도시이다. 루가강이 흐르고, 상트페테르부르크에서는 서쪽으로 137km 떨어져 있고, 나르바에서는 동쪽으로 20km 떨어져 있다. 남쪽으로 49km에서는 핀란드만이 위치해 있다. 인구는 5만300명의 주민들이 거주한다(2003년).
문헌에 이 도시는 1384년에 이미 기록되어 있었고, 노브고로드 공화국에 속해 있었을 때는 스웨덴인들로부터 대항하기 위해서 요새로 지어졌다. 사람들은 이곳을 야마또는 얌스키고로도크로 불렸지만, 핀란드인들이 후에 이곳에 거주했다. 도시는 1922년까지 독일풍인 얌부르크라고 불렸으나, 그 해 볼셰비키들이 에스토니아의 공산주의 지도자 빅토르 킨기세프의 이름을 따 개명했다.

## 자매 도시
- 에스토니아 여흐비
- 노르웨이 나르비크
- 핀란드 라이시오